# جيم تود
جيم تود (بالإنجليزية: Jim Todd)‏ هو مدرب كرة سلة أمريكي، ولد في 1952 في Billerica, Massachusetts ‏ في الولايات المتحدة.

## روابط خارجية
- جيم تود على موقع سبورتس رفرنس (الإنجليزية)